# T.Lovestory
T.Lovestory – box płytowy zespołu T.Love wydany przez EMI Music Poland w 2011 roku. Trafił do sklepów 11 października 2011. Zawiera pełną dyskografię zespołu (na 14 płytach CD) i dwie płyty bonusowe – CD Polskie mięso zawierająca 3 nowe utwory nagrane wiosną 2011 roku i 13 niepublikowanych dotychczas nagrań z lat 1999–2009 (odrzuty z albumów, dema, nagrania koncertowe) i DVD zawierająca wszystkie teledyski zespołu z lat 1989-2011 i ekstrasy.

## Skład zestawu
- Źródło: Oficjalna strona zespołu[2]

1. „Miejscowi – live”/ „Chamy idą”
2. „Wychowanie” / „Nasz Bubelon”
3. „Pocisk miłości”
4. „King”
5. „Dzieci rewolucji 1982–92”
6. „I Love You”
7. „Prymityw”
8. „Al Capone”
9. „Chłopaki nie płaczą”
10. „Antyidol”
11. „Model 01”
12. „T.Live 1”
13. „T.Live 2”
14. „I Hate Rock’n’Roll”
15. „Polskie mięso” - Bonus CD (1999–2011)
16. „T.Love video” - Bonus DVD (teledyski i ekstrasy)